# Sitcom (Film)
Sitcom ist ein satirischer Film von Regisseur François Ozon aus dem Jahr 1998.

## Handlung
Der Film dreht sich um eine großbürgerliche französische Familie: die Mutter Hélène, den Vater Jean, ihre jugendlichen Kinder Nicolas und Sophie, das Hausmädchen Maria und deren farbigen Ehemann Abdu. Der Vater bringt eines Tages eine Laborratte nach Hause, vor der sich Hélène graust. Sohn Nicolas hat bei einem feierlichen Essen sein Coming Out, das bei seiner Mutter für viel Aufregung sorgt, aber von den Gästen nicht ernst genommen wird. Der Mann von Maria spricht mit Nicolas darüber und entpuppt sich selbst als Homosexueller.
Nach dem Essen stürzt sich Sophie aus dem Fenster und ist fortan querschnittgelähmt. Da sie jetzt in den Geschlechtsorganen kein Gefühl mehr hat, weicht sie beim Sex mit ihrem Freund auf sadomasochistische Praktiken aus, der aber betrügt sie bald mit dem Hausmädchen. Nicolas bricht sein Studium ab und hat homosexuellen Gruppensex in seinem Zimmer. Die Mutter kann sich im Gegensatz zum Vater nicht mit der Homosexualität ihres Sohnes abfinden und verführt ihn, um ihn zur Heterosexualität zu bekehren. Als die Tochter davon erfährt, versucht sie ihrerseits ihren Vater zu verführen, der aber unzugänglich bleibt.
Die Mutter begibt sich aufgrund der Vorkommnisse mit Tochter und Sohn zu einer viertägigen Gruppentherapie, an der der Vater nicht teilnehmen will. Er träumt währenddessen davon, wie er von seiner Familie, Maria und ihrem Mann zu seinem Geburtstag überrascht wird und daraufhin alle erschießt. Als ihn seine Frau anruft, und ihm sagt, dass die Ratte schuld an den Veränderungen in der Familie sei, tötet er das Tier in der Mikrowelle und isst es zum Abendbrot.
Als die Familie von der Gruppentherapie zurückkehrt, fällt der Vater, der sich inzwischen selbst in eine lebensgroße Ratte verwandelt hat, über sie her. Sophie gelingt es schließlich, ihren Rattenvater mit einem Küchenmesser zu erstechen.
In der Schlussszene versammeln sich die verbliebenen Familienmitglieder sowie Maria und ihr Mann am Grab des Vaters. Am getrennten, paarweisen Erscheinen erkennt man die veränderte Konstellation: Die Mutter erscheint Arm in Arm mit Maria, dem Hausmädchen, das sich im Verlauf des Films bereits als lesbisch geoutet hat. Nicolas erscheint mit seinem Partner Abdu, und Sophie, die – wenn auch auf Krücken – wieder laufen kann, hat sich offenbar mit ihrem Freund David versöhnt. Als die Paare den Friedhof wieder verlassen, erscheint eine weiße Ratte und läuft auf der Grabplatte umher.

## Kritik
„Eine nach Art der Fernseh-Sitcoms inszenierte schwarze Komödie, die mit surrealen und psychoanalytischen Symbolen spielt und dabei das Vorbild Luis Buñuel nicht leugnen kann. Die Biederkeit der gezeigten Lebenswelt wird jedoch nur selten durchbrochen, vor allem weil es den Dialogen an Tempo und Esprit mangelt.“

„Frivolität, Horror, schwärzester Humor. Und doch ruft das Ganze weder Schock noch Nervenkitzel hervor. Auch die Lachmuskeln werden kaum stimuliert. Dafür stellt sich mit der Zeit ein unabweisbarer Gähnreflex ein. Warum? Weil der Film alles mischt: Traum, Illusion, Elemente von Bürgerschrecktheater, Science-Fiction, Horror. Sein Motto: anything goes. Und wenn alles möglich ist, verliert alles irgendwie auch seine Spannung.“